# Christian Hummer

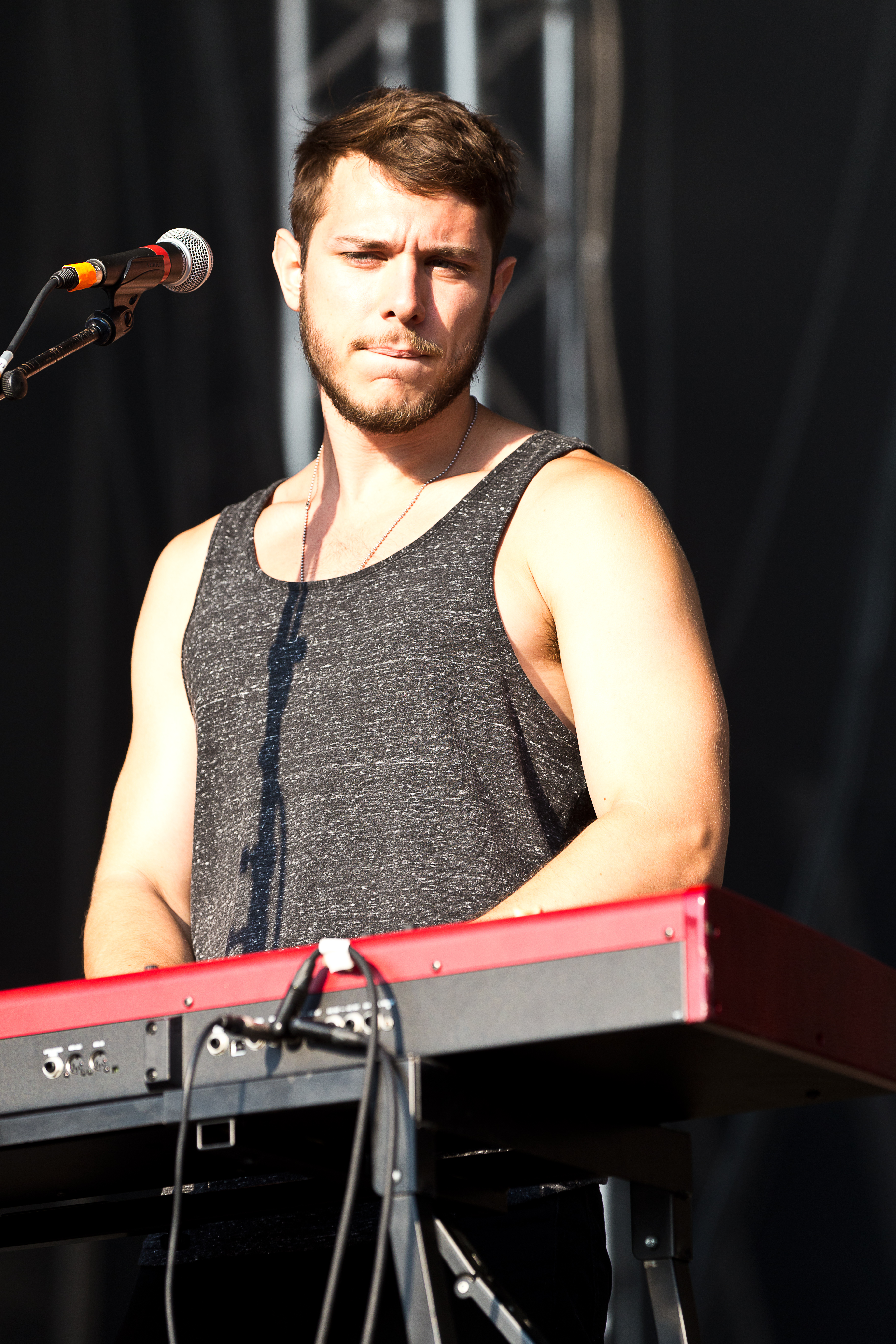
Christian Hummer (2015)

Christian Hummer (geboren 1990 in Wien; gestorben am 26. September 2022 ebenda) war ein österreichischer Musiker. Er war Gründungsmitglied der Band Wanda und initiierte das Projekt Loeweloewe.

## Leben
Hummer wuchs in Liesing auf und lebte zuletzt im 15. Bezirk in Wien. Er gab im Jahr 2016 in einem Interview für FM4 an, früh Klavier gelernt zu haben; er habe „mit acht Jahren ein Klavier-Quartett geschrieben [...], obwohl er damals noch gar nicht wusste, was ein Klavier-Quartett ist“. Christian Hummer studierte bis 2013 an der Universität für Musik und darstellende Kunst Wien klassisches Klavier.
Zusammen mit Michael Marco Fitzthum, Reinhold Weber und Manuel Christoph Poppe gründete er im Jahr 2012 die Band Wanda. Zuvor war er mit Fitzthum als Duo mit Akustikgitarren in Wiener Cafés aufgetreten.
Der Wanda-Keyboarder komponierte für die Band die Songs Bleib wo du warst vom Album Amore (2014) und Vielleicht vom Album Ciao! (2019), für die er auch Lead-Vocals sang.
Er initiierte im Jahr 2019 das Projekt Loeweloewe mit Helene Sorgner, Raphael Bader und Raphael Krenn, bei dem er als Frontman an den Vocals und Gitarre aktiv war. Im August 2021 erschien die erste Single von Loeweloewe mit dem Titel Lauter als die Stimme im Kopf, danach Stop Lift Stop. Eine dritte Single wurde im Februar 2023 veröffentlicht.
Mit dem von ihm gegründeten Label Radio International (RAIN) wollte er Nachwuchsbands eine Plattform bieten; nach seinem Tod führte seine Schwester das Label weiter.
Hummer stand zuletzt mit Wanda am 19. März 2022 beim Ukraine-Benefizkonzert im Wiener Ernst-Happel-Stadion auf der Bühne.
Vier Tage vor Erscheinen des Wanda-Studioalbums Wanda teilte die Band auf Internetplattformen mit, dass Christian Hummer nach langer, schwerer Krankheit verstorben sei; im Jahr 2020 hatte er sich einer Herzoperation unterzogen.

„Christian war ein begnadeter Musiker und ein wundervoller Mensch. Seine Begeisterung für die Musik und seine Zuwendung zu den Menschen haben ihn so liebenswert gemacht. Es gibt keine Worte, die diesem Verlust gerecht werden können.“

Die Bandmitglieder widmeten dem verstorbenen Hummer im Jahr 2024 den Song Bei niemand anders.

## Diskographie (Auszug)
- Bleib wo du warst (Amore), 2014
- Vielleicht (Ciao!), 2019
- Lauter als die Stimme im Kopf, 2021
- Stop Lift Stop, 2022